# عرفان علي
عرفان علي مواليد 20 ديسمبر 1983 في قطر، هو لاعب كرة سلة قطري. يلعب مع نادي قطر في الدوري القطري لكرة السلة. يبلغ طوله 6 قدم 6 بوصة (2.0 م). حقق المركز الثاني في دورة الألعاب الآسيوية 2006.

## الميداليات
| الميدالية | المسابقة                   |
| --------- | -------------------------- |
| فضية      | دورة الألعاب الآسيوية 2006 |

## روابط خارجية
- عرفان علي على موقع الاتحاد الدولي لكرة السلة (الإنجليزية)
- عرفان علي على موقع الاتحاد الدولي لكرة السلة (الإنجليزية)
- عرفان علي على موقع كرة السلة الأوروبية.كوم (الإنجليزية)
- عرفان علي على موقع ريلجم (الإنجليزية)
- عرفان علي على موقع بروبوليرز (الإنجليزية)